# Linea RER D

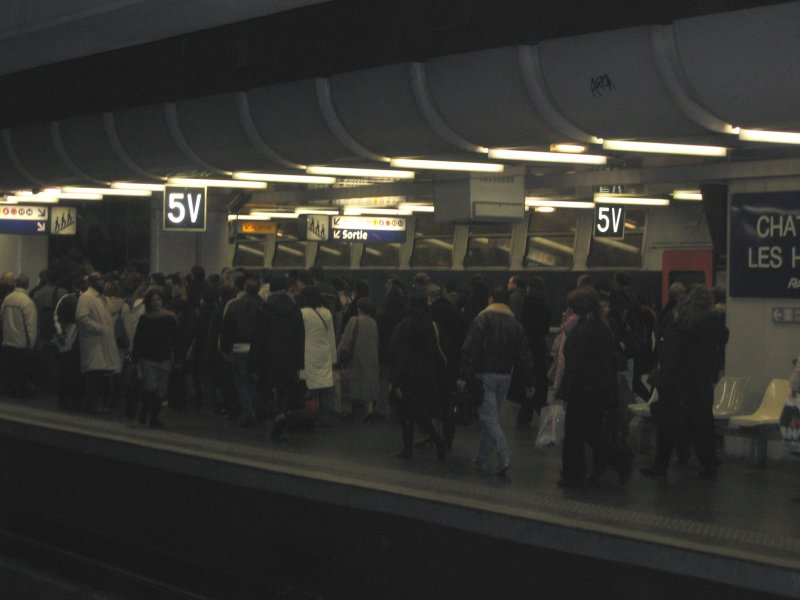
La RER D a Châtelet

La linea RER D è una linea del Réseau express régional (RER), uno dei due servizi ferroviari suburbani che serve la città di Parigi, in Francia.
Collega Orry-la-Ville e Creil con Melun e Malesherbes passando per il centro di Parigi. La RER D, gestita da SNCF, è la linea più lunga della rete, sviluppandosi per 197 km con 59 stazioni attraversando 8 dipartimenti e trasportando 615 000 viaggiatori al giorno.

## Cronologia
- 27 settembre 1987: inaugurazione della Linea D, operante tra Villiers-le-Bel – Gare du Nord – Châtelet-Les Halles, 19 km, utilizzando il tunnel della Linea B per Châtelet - Les Halles
- Settembre 1990: estensione da Villiers-le-Bel a Orry-la-Ville.
- Settembre 1995: inaugurazione dell'"Interconnexion Sud-Est". La linea viene estesa da Châtelet a Melun e La Ferté-Alais, poi anche a Malesherbes (l'anno seguente, 1996) a sud di Parigi.
- 25 gennaio 1998: apertura di una nuova stazione, St-Denis - Stade de France, situata tra Gare du Nord e St-Denis.

## Pianta

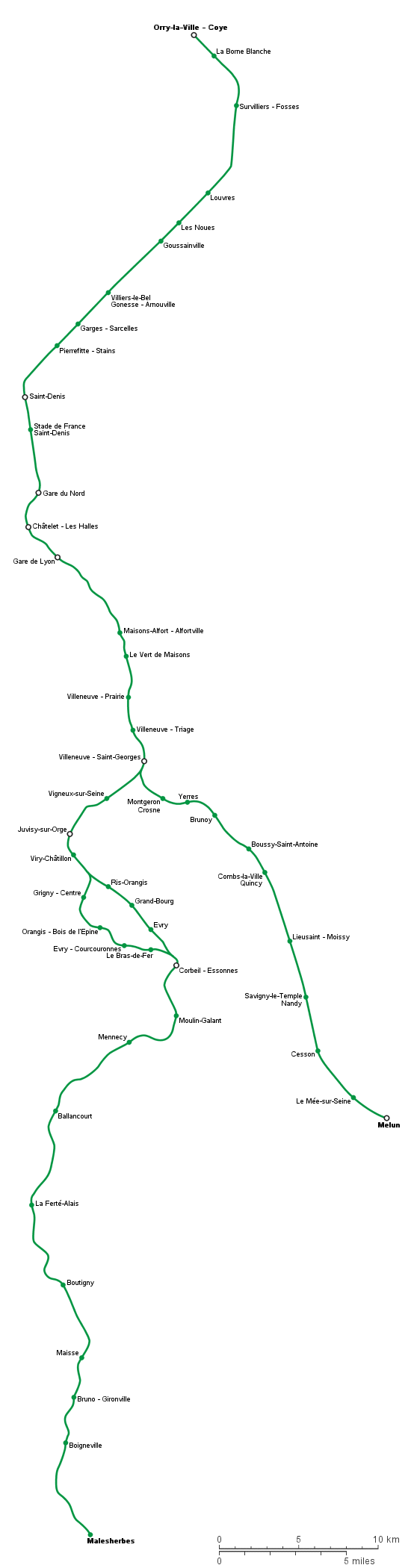
Percorso geograficamente accurato della Linea D